# Perry County (Arkansas)
Perry County is een county in de Amerikaanse staat Arkansas.
De county heeft een landoppervlakte van 1.427 km² en telt 10.209 inwoners (volkstelling 2000). De hoofdplaats is Perryville.